# Дивитисий
Дивитисий (греч. διβητήσιον, διβιτίσιον) — предмет византийского костюма, длинная церемониальная шёлковая туника, напоминающая западную далматику. Византийский император и некоторые из придворных надевали дивитисий по торжественным случаям.
Из частых упоминаний в трактате Константина Багрянородного «О церемониях» известно, что он мог быть красным, зелёным или белым; пурпурный дивитисий мог носить только император. Поскольку у других авторов дивитисий практически не упоминается, сложно сказать, каковы были отличительные черты этой одежды и чем она отличалась, например, от сходного по виду скарамангия. С XIV века в употребление вместо дивитисия вошёл саккос. Помимо цвета, в придворном уставе Константина Багрянородного никаких описаний дивитисия не приводится. Согласно тому же источнику, облачение императора Анастасия I (491—518) называлось sticharion divetision. Если предположить, что дивитисий тождественен со стихарем, то тогда эту одежду носили и другие чиновники — протоспафарии, магистры, примикирии и некоторые другие чины. При этом облачение протоспафариев называется «хитоном дивитисиообразным», и так же называется дивитисий в клиторологии Филофея. В этом составленном в 899 году перечне чинов, содержащем также характерные для них одежды, хламиды полагались нобилиссимам, куропалатам и магистрам. Исходя из этого, можно предположить, что дивитисий имел широкие рукава, надевался через голову и был длинен, как хитон. Поскольку при производстве в соответствующие чины полагался также ещё и пояс, то как минимум в некоторых случаях дивитисий подпоясывался. В IX—X веках поверх дивитисия надевались лор и хламида.
Местом хранения императорского дивитисия было одно из помещений Хрисотриклиния.
Функционально дивитисий был эквивалентен латинской далматике. По предположению русского византиниста Д. Ф. Беляева, этимология этого слова также связана с названием балканской провинции Далмация. Некоторыми исследователями дивитисий отождествляется с упоминаемой в «Трактате о должностях» XIV веке гранатцей.